# 颱風芙蘿 (1990年)
颱風芙露（英語：Typhoon Flo，國際編號：9019）是1990年太平洋颱風季第19個被命名的風暴。

## 影響
- 影響地區
  -  日本[3][4] (沖繩～东北[5])
- 死傷人數[5][6]
  - 40人死亡
  - 131人受傷
- 財產損失
  - 1322億日元[5]